# Cantone di Dompierre-sur-Besbre
Il Cantone di Dompierre-sur-Besbre è una divisione amministrativa dell'arrondissement di Moulins e dell'arrondissement di Vichy.
A seguito della riforma approvata con decreto del 27 febbraio 2014, che ha avuto attuazione dopo le elezioni dipartimentali del 2015, è passato da 9 a 32 comuni.

## Composizione
I 9 comuni facenti parte prima della riforma del 2014 erano:
- Coulanges
- Diou
- Dompierre-sur-Besbre
- Molinet
- Monétay-sur-Loire
- Pierrefitte-sur-Loire
- Saint-Pourçain-sur-Besbre
- Saligny-sur-Roudon
- Vaumas

Dal 2015 i comuni appartenenti al cantone sono i seguenti 32:
- Avrilly
- Beaulon
- Le Bouchaud
- La Chapelle-aux-Chasses
- Chassenard
- Chevagnes
- Chézy
- Coulanges
- Diou
- Dompierre-sur-Besbre
- Le Donjon
- Gannay-sur-Loire
- Garnat-sur-Engièvre
- Lenax
- Loddes
- Luneau
- Lusigny
- Molinet
- Monétay-sur-Loire
- Montaiguët-en-Forez
- Montcombroux-les-Mines
- Neuilly-en-Donjon
- Paray-le-Frésil
- Pierrefitte-sur-Loire
- Le Pin
- Saint-Didier-en-Donjon
- Saint-Léger-sur-Vouzance
- Saint-Martin-des-Lais
- Saint-Pourçain-sur-Besbre
- Saligny-sur-Roudon
- Thiel-sur-Acolin
- Vaumas